# U.G. de Jong
Uiltje Geert de Jong (Oldeboorn, 13 mei 1925 – Leeuwarden, 23 juli 2008) was een Nederlandse journalist en schrijver.

## Biografie
Uiltje Geert de Jong werd geboren als zoon van de aannemer Murk Klaas de Jong (familiebedrijf, voorheen scheepsbouw). Tijdens zijn jeugd in de Tweede Wereldoorlog hield hij een dagboek bij en later zag hij het als zijn opdracht om kennis te verzamelen over de oorlog, om deze door te kunnen geven aan volgende generaties. Hij werd journalist en maakte onder meer korte sportreportages voor de AVRO. Ook schreef hij historische artikelen over zijn geboorteplaats Oldeboorn. Van 1956 tot 1987 was hij redacteur binnenland van de Leeuwarder Courant.
Behalve door verscheidene romans werd De Jong vooral bekend door zijn serie jeugdboeken over de oorlog: De jonge geuzen. Hoofdpersonen in deze serie zijn de drie vrienden en klasgenoten Auke, Klaas en Frans. De boeken worden in het middelbaar onderwijs veel gelezen.

## Werk
- Zwarte juli - politieke toekomstroman (1969)
- Mei 1940 - Vuur uit de hemel
- De leave Fekke (Fries) - roman
- De helper (Fries) - detective
- De zwalkers - 4delige serie:
  - 1 Kaping op de Waddenzee
  - 2 Helden van het kanaal
  - 3 Zeeslag bij St. Jean
  - 4 Monsters bij Biscaje
- De jonge geuzen - 20delige serie:
  - 1 Ze kwamen bij nacht (1979)
  - 2 Klopjacht in het Veen
  - 3 Vuurpijl in de nacht
  - 4 Vlucht in het moeras
  - 5 Als ratten in de val
  - 6 Veldslag Op De Heide
  - 7 Sprong in het duister
  - 8 Vuurdoop in het bos
  - 9 Verdwenen zigeuners
  - 10 Razzia bij 't verloren land
  - 11 De papieren ster
  - 12 Verzet achter prikkeldraad
  - 13 Station Achter De Horizon
  - 14 Door de mazen van het net
  - 15 Zwerftocht naar de vrijheid
  - 16 Drijfjacht bij de grens
  - 17 Zeeslag bij Oostende
  - 18 Redding uit de diepte
  - 19 Koers Palestina
  - 20 Tankslag bij Tobroek (2002)

- Digitale Bibliotheek voor de Nederlandse Letteren: jong062
- International Standard Name Identifier: 0000 0003 6916 6087
- Nederlandse Thesaurus van Auteursnamen: 069129614
- Système universitaire de documentation: 110955668
- Virtual International Authority File: 288219924
- WorldCat: E39PBJqBmBwk4gpgWffd3thT73